# Stratton (Gloucestershire)
Stratton – wieś w Anglii, w hrabstwie Gloucestershire. Leży 2,2 km od miasta Cirencester, 23,4 km od miasta Gloucester i 133,4 km od Londynu. W 2015 miejscowość liczyła 2548 mieszkańców. W 1931 roku civil parish liczyła 963 mieszkańców. Stratton jest wspomniana w Domesday Book (1086) jako Stratune.